# Grandma Threading her Needle
Grandma Threading her Needle er en britisk stumfilm fra 1900 af George Albert Smith.